# サブルル
サブルル（Sabırlı、2001年 - 2010年）は、トルコの競走馬。主な勝ち鞍は2003年のチャルディラン賞、2004年、2006年、2008年のファーティフ・スルタン・メフメト賞、2007年のトプカプトロフィー。
アメリカ合衆国からトルコに種牡馬として輸出されリーディングサイアーとなる成功を収めたケンタッキーダービー勝ち馬ストライクザゴールドの代表産駒。2歳から8歳までの7年間に主に1600m以下の短距離を走ってトルコ競馬史上最多の重賞22勝を挙げたトルコを代表するマイラーで、獲得賞金約400万新トルコリラ（引退当時の通貨単位）は、米ドル換算で史上最高額の約280万ドル（当時のレートで約2億5000万円）である。
馬名の「サブルル（sabırlı）」はトルコ語で「忍耐強い」という意味。英語表記のSabirliをローマ字読みして「サビルリ」とカナ表記されることもある。

## 戦績
2003年7月13日の未勝利競走（イスタンブール・ヴェリエフェンディ競馬場芝1000m）でデビューし3着。2戦目の条件競走で勝ち上がり、9月20日のG2トルコ競走馬生産者馬主協会賞（芝1400m）で重賞を初制覇し、次走11月1日に生涯唯一のアンカラ75年競馬場への遠征で、トルコの2歳馬最大の競走であるG1チャルディラン賞（芝1600m）に出走。主戦騎手となるハリス・カラタシュの騎乗でこのレースを制し、2歳チャンピオンとなった。
2004年の初戦は5月16日のエルケック・タイ・デネメ（トルコ2000ギニー。芝1600m）に出走するが、ピヴォタル産駒の持込馬カネコ（Kaneko）の2着に敗れた。ガジ賞（ガジダービー）の前哨戦である次走6月6日のG3サイト・アクソン賞（芝2200m）でもカネコに敗れ、それでも本番のG1ガジ賞（芝2400m）で1番人気に押されるが、中距離路線を進んできてサブルル・カネコとは初対決のヤヴズスター（Yavuzstar）に敗れ、カネコにも先着を許して3着だった。
次走、8月7日のG3コジャテペ賞（芝1400m）から短距離路線に転じ、連勝で8月21日の古馬混合マイルG1ファーティフ・スルタン・メフメト賞（芝1600m）に勝利すると、4歳時の2005年11月までに距離1900m以下の重賞を7勝（2歳時からの通算で11賞）し、1度も掲示板を外さなかった。一方、この頃からゲートへの枠入りを嫌うようになり、イギリスの調教師と契約して支援を受けなければならなかった。
2006年、5歳になったサブルルはドバイワールドカップカーニバルに参戦し、1月19日の初戦ハンデキャップ競走（ナドアルシバ競馬場芝1500m）でジェイミー・スペンサー騎乗で59.5kgを背負わされて5着。2月10日の2戦目DNRDカップ（芝1600m）を主戦騎手のハリス・カラタシュ騎乗で勝利した。しかし、3月2日のG2ジェベルハッタを発走除外となり、枠入り不良のため以後のレースに出走できなくなって重賞未挑戦で帰国させられた。
帰国後も1600m以下の重賞を走り、掲示板を外したのは国内では2回のみ。5歳（2006年）と7歳（2008年）で3歳時に勝ったファーティフ・スルタン・メフメト賞に勝利し、同一G1を通算3勝した。また、2005年から2007年にかけてG2アドナン・メンデレス賞（芝1600m）とG3フィクレット・ユザルトゥ賞（芝1200m）をそれぞれ3連覇している。
2007年9月9日には、この年から賞金が60万ドルに増額され、欧州最高賞金のマイル競走となった国際競走G2トプカプトロフィー（芝1600m）で前年のフォレ賞勝ち馬キャラダック（Caradak）を含むイギリス調教馬4頭、フランス・ドイツ調教馬各1頭を破った。この勝利によりイギリスのクイーンエリザベス2世ステークスに招待の声がかかったが、ドバイでの苦い経験や輸送・検疫のリスクの大きさから遠征は断念された。
8歳になった2009年にも現役を続行し、連戦連勝とはならなくなったものの、3戦目でこの年から6月28日のガジ賞と同日開催で新設された古馬マイルG1競走（現在のハリチ賞。芝1600m）に勝利し、国内マイルG1の勝利数を通算5勝に伸ばした。次走G1ファーティフ・スルタン・メフメト賞でも2着に入り、現役を続けられる力を示したが、陣営はサブルルを引退させることを決め、ラストランとなった9月3日のG2トプカプトロフィーではイギリス調教馬2頭に続く地元勢最先着の3着だった。9月27日、ヴェリエフェンディ競馬場で引退式が行われた。

## 引退後
引退後は生まれ故郷であるブルサ県のカラジャベイペンションスタッドで種牡馬となった。
1年目の種付けシーズンを終えた2010年9月15日、落鉄した蹄鉄を付け替えるための削蹄作業中に、サブルルは突然後ろ脚で立ち上がると仰向けに首から転倒し、蹴られた装蹄師も重症を負った。この事故でサブルルは頸椎を骨折して脊髄を損傷し、即死した。
サブルルの死後、2011年に誕生した1世代のみの産駒は35頭が出走して20頭が勝ち上がり、その中から2014年のファーティフ・スルタン・メフメト賞に勝って親子制覇を成し遂げるなどマイルG1を通算4勝したイュルドゥルムベイ（Yıldırımbey）をはじめとする7頭のステークス勝ち馬を輩出した。

## 血統表
| サブルルの血統               | サブルルの血統                                          | サブルルの血統                                          | （血統表の出典）                                        | （血統表の出典） |
| 父系                         | レイズアネイティヴ系                                    | レイズアネイティヴ系                                    | レイズアネイティヴ系                                    | [ § 2 ]          |
| 父 Strike the Gold 1988 栗毛 | 父の父Alydar 1975 栗毛                                  | Raise a Native                                          | Native Dancer                                           | Native Dancer    |
| 父 Strike the Gold 1988 栗毛 | 父の父Alydar 1975 栗毛                                  | Raise a Native                                          | Raise You                                               |                  |
| 父 Strike the Gold 1988 栗毛 | 父の父Alydar 1975 栗毛                                  | Sweet Tooth                                             | On-and-On                                               | On-and-On        |
| 父 Strike the Gold 1988 栗毛 | 父の父Alydar 1975 栗毛                                  | Sweet Tooth                                             | Plum Cake                                               |                  |
| 父 Strike the Gold 1988 栗毛 | 父の母Majestic Gold 1979 芦毛                           | Hatchet Man                                             | The Axe                                                 | The Axe          |
| 父 Strike the Gold 1988 栗毛 | 父の母Majestic Gold 1979 芦毛                           | Hatchet Man                                             | Bebopper                                                |                  |
| 父 Strike the Gold 1988 栗毛 | 父の母Majestic Gold 1979 芦毛                           | Majestic Secret                                         | Pappa Fourway                                           | Pappa Fourway    |
| 父 Strike the Gold 1988 栗毛 | 父の母Majestic Gold 1979 芦毛                           | Majestic Secret                                         | Secret Session                                          |                  |
| 母 Free Trade 1994 鹿毛      | 母の父Shareef Dancer 1980 鹿毛                          | Northern Dancer                                         | Nearctic                                                | Nearctic         |
| 母 Free Trade 1994 鹿毛      | 母の父Shareef Dancer 1980 鹿毛                          | Northern Dancer                                         | Natalma                                                 |                  |
| 母 Free Trade 1994 鹿毛      | 母の父Shareef Dancer 1980 鹿毛                          | Sweet Alliance                                          | Sir Ivor                                                | Sir Ivor         |
| 母 Free Trade 1994 鹿毛      | 母の父Shareef Dancer 1980 鹿毛                          | Sweet Alliance                                          | Mrs. Peterkin                                           |                  |
| 母 Free Trade 1994 鹿毛      | 母の母El Vino 1975 鹿毛                                 | Habitat                                                 | Sir Gaylord                                             | Sir Gaylord      |
| 母 Free Trade 1994 鹿毛      | 母の母El Vino 1975 鹿毛                                 | Habitat                                                 | Little Hut                                              |                  |
| 母 Free Trade 1994 鹿毛      | 母の母El Vino 1975 鹿毛                                 | Press Corps                                             | *レアルム                                               | *レアルム        |
| 母 Free Trade 1994 鹿毛      | 母の母El Vino 1975 鹿毛                                 | Press Corps                                             | Paper Sun                                               |                  |
| 母系(F-No.)                  | (FN:F16-a)                                              | (FN:F16-a)                                              | (FN:F16-a)                                              | [ § 3 ]          |
| 5代内の近親交配              | Native Dancer 4×5 Tom Fool 5x5 Sir Gaylord 5・4（母内） | Native Dancer 4×5 Tom Fool 5x5 Sir Gaylord 5・4（母内） | Native Dancer 4×5 Tom Fool 5x5 Sir Gaylord 5・4（母内） | [ § 4 ]          |
| 出典                         | 1. 2. 3. 4.                                             | 1. 2. 3. 4.                                             | 1. 2. 3. 4.                                             | 1. 2. 3. 4.      |

母Free TradeはShareef Dancer産駒を受胎してトルコに輸入された母馬から産まれた持込馬。3代母Press Corpsの半弟に1979年の愛2000ギニー2着馬Brother Philipsがいる。